# Liste der Baudenkmale in Kluse (Emsland)
In der Liste der Baudenkmale in Kluse (Emsland) sind alle Baudenkmale der niedersächsischen Gemeinde Kluse aufgelistet. Die Quelle der Baudenkmale ist der Denkmalatlas Niedersachsen. Der Stand der Liste ist der 14. Dezember 2020.

## Allgemein
In den Spalten befinden sich folgende Informationen:
- Lage: die Adresse des Baudenkmales und die geographischen Koordinaten. Kartenansicht, um Koordinaten zu setzen. In der Kartenansicht sind Baudenkmale ohne Koordinaten mit einem roten Marker dargestellt und können in der Karte gesetzt werden. Baudenkmale ohne Bild sind mit einem blauen Marker gekennzeichnet, Baudenkmale mit Bild mit einem grünen Marker.
- Bezeichnung: Bezeichnung des Baudenkmales
- Beschreibung: die Beschreibung des Baudenkmales. Unter § 3 Abs. 2 NDSchG werden Einzeldenkmale und unter § 3 Abs. 3 NDSchG Gruppen baulicher Anlagen und deren Bestandteile ausgewiesen.
- ID: die Objekt-ID des Baudenkmales
- Bild: ein Bild des Baudenkmales, ggf. zusätzlich mit einem Link zu weiteren Fotos des Baudenkmals im Medienarchiv Wikimedia Commons. Wenn man auf das Kamerasymbol klickt, können Fotos zu Baudenkmalen aus dieser Liste hochgeladen werden:

## Kluse

### Gruppe: Hofanlage, B-70, Nr. 91
Die Gruppe „Hofanlage, B-70, Nr. 91“ hat die ID 35898595.

| Lage                                     | Bezeichnung              | Beschreibung                              | ID       | Bild           |
| ---------------------------------------- | ------------------------ | ----------------------------------------- | -------- | -------------- |
| B 70, Nr. 91 52° 55′ 58″ N, 7° 20′ 59″ O | Wohn-/Wirtschaftsgebäude | Gasthaus (ehemalige Pferdewechselstation) | 35925613 | Weitere Bilder |
| 52° 55′ 57″ N, 7° 20′ 58″ O              | Scheune                  | ehemalige Pferdewechselstation            | 35925643 | Weitere Bilder |

### Einzelbaudenkmale
| Lage                                           | Bezeichnung              | Beschreibung | ID       | Bild           |
| ---------------------------------------------- | ------------------------ | ------------ | -------- | -------------- |
| Bahnhofstraße/B 70 52° 56′ 1″ N, 7° 20′ 52″ O  | Wegekapelle              |              | 35925701 | Weitere Bilder |
| Bahnhofstraße 33/35 52° 56′ 1″ N, 7° 20′ 42″ O | Wohn-/Wirtschaftsgebäude |              | 35925675 | Weitere Bilder |
| Hauptstraße 52° 56′ 7″ N, 7° 19′ 54″ O         | Kriegerdenkmal           |              | 35925723 | Weitere Bilder |
| Hauptstraße 52° 56′ 7″ N, 7° 19′ 54″ O         | Einfriedung              |              | 35925993 | BW             |

## Steinbild

### Gruppe: Gut Campe, Haus-Campe-Weg 1
Die Gruppe „Gut Campe, Haus-Campe-Weg 1“ hat die ID 35898595.

| Lage                                         | Bezeichnung  | Beschreibung | ID       | Bild           |
| -------------------------------------------- | ------------ | ------------ | -------- | -------------- |
| Haus-Campe-Weg 1 52° 55′ 10″ N, 7° 18′ 45″ O | Herrenhaus   | Gut Campe    | 35925392 | Weitere Bilder |
| Haus-Campe-Weg 1 52° 55′ 10″ N, 7° 18′ 46″ O | Nebengebäude |              | 35925777 | Weitere Bilder |
| Haus-Campe-Weg 1 52° 55′ 9″ N, 7° 18′ 45″ O  | Nebengebäude |              | 35925748 | Weitere Bilder |
| Haus-Campe-Weg 1 52° 55′ 7″ N, 7° 18′ 50″ O  | Scheune      |              | 35925861 | Weitere Bilder |
| Haus-Campe-Weg 1 52° 55′ 15″ N, 7° 18′ 36″ O | Kapelle      |              | 35925806 | Weitere Bilder |
| Haus-Campe-Weg 1 52° 55′ 14″ N, 7° 18′ 33″ O | Erbbegräbnis |              | 35925836 | Weitere Bilder |

### Einzelbaudenkmale
| Lage                                                         | Bezeichnung              | Beschreibung                                             | ID       | Bild           |
| ------------------------------------------------------------ | ------------------------ | -------------------------------------------------------- | -------- | -------------- |
| Kirchstraße 52° 55′ 28″ N, 7° 18′ 10″ O                      | Kirche                   | Kirche St. Georg                                         | 35925890 | Weitere Bilder |
| Kirchstraße 52° 55′ 29″ N, 7° 18′ 10″ O                      | Kruxifix                 | St. Georg                                                | 35925967 | Weitere Bilder |
| Steinbilder Straße 23, Fresenburg 52° 54′ 39″ N, 7° 19′ 3″ O | Wohn-/Wirtschaftsgebäude | (Lage in Steinbild, aber nur über Fresenburg erreichbar) | 35910694 | Weitere Bilder |